# Бычков, Николай Михайлович
Николай Михайлович Бычков (1893—1924) — российский и советский военный и гражданский лётчик, организатор авиации, начальник аэростанции «Казань» (1924), первого гражданского аэропорта столицы Татарстана.

## Биография
Родился в 1893 году.
Во время Первой мировой войны окончил Гатчинскую лётную школу и в звании подпоручика служил военным летчиком в 7-м истребительном авиаотряде Российского императорского военно-воздушного флота. Под командованием И. А. Орлова, в том числе вместе с Ю. В. Гильшером, на самолётах «Nieuport 10» и «Сикорский С-16» принимал участие в воздушных боях с немцами на Юго-Западном фронте, в частности обеспечивал Брусиловский прорыв. Затем на стороне «красных» принял участие в гражданской войне. До захвата Казани белочехами работал пилотом-инструктором местного аэроклуба.
После образования в Казани отделения Всероссийского авиационного общества «Добролет», в сентябре 1923 года стал первым пилотом гражданской авиации Татарии, проведя первый агитационный полёт до Ижевска, столицы Удмуртии. Был учредителем отделения Общества друзей воздушного флота в Татарии и первым его председателем, а также работал в «Добролете» уполномоченным за организацию воздушных сообщений в Средне-Поволжском регионе. Принимал активное участие в организации линии Москва — Казань и создании аэростанции «Казань».

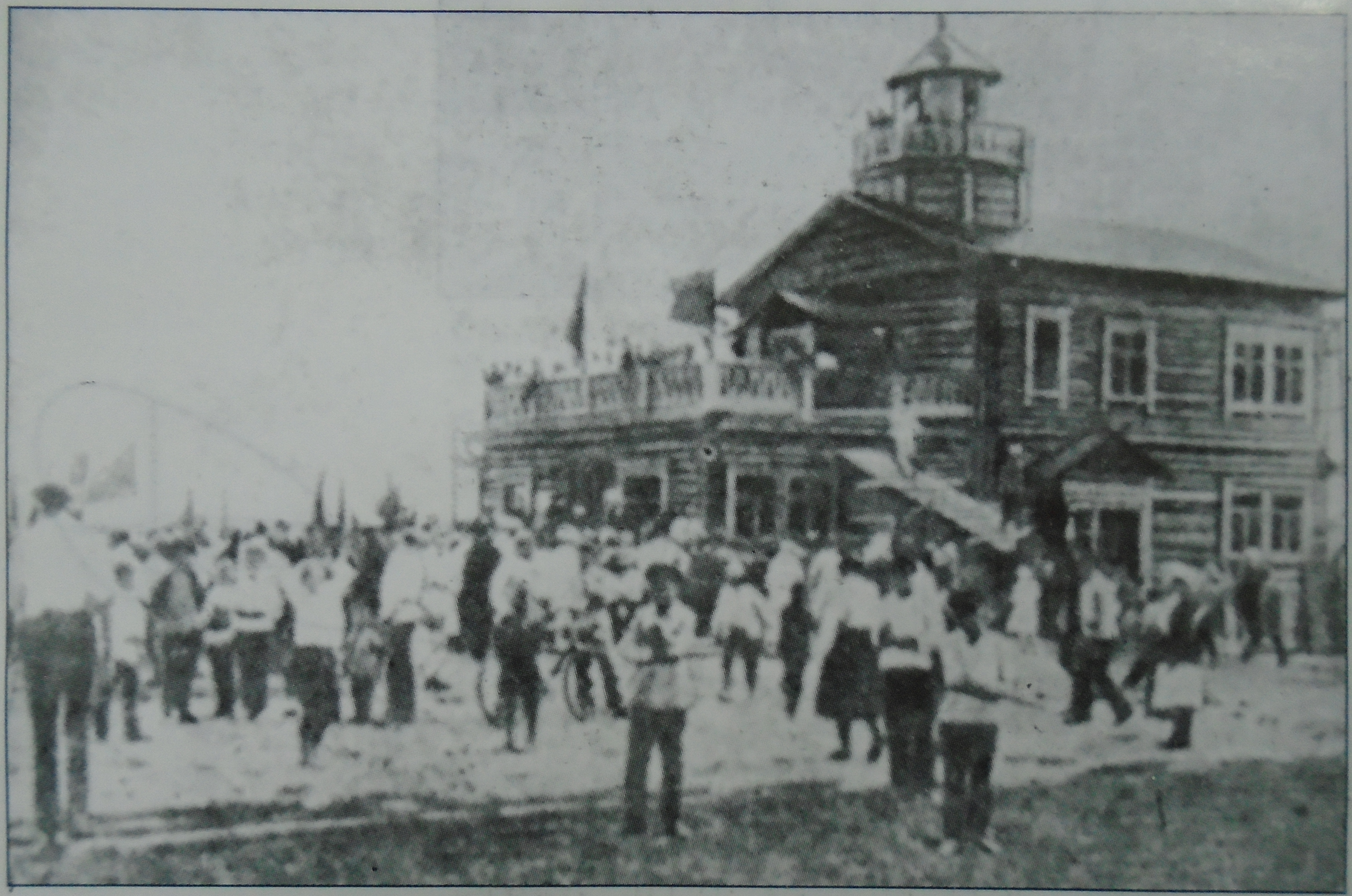
Здание аэростанции в Горках

Первая авиабаза в Казани была создана у села Горки в 1921 году, ещё в годы гражданской войны и после окончания битвы за Казань. К осени в Горках за три месяца был выстроен ангар на восемь самолётов, однако по причине тяжёлого финансового положения Татарии оборудование аэростанции было приостановлено. В условиях разрухи, Бычков, ещё в мае 1922 года назначенный первым уполномоченным по организации авиадела при Совете народных комиссаров Автономной Татарской ССР, требовал всё больших ассигнований на сооружение авиабазы и развернул кипучую деятельность по пропаганде авиации в Татарии, с чем активно выступал в печати. Весной 1924 года за строительство взялось Общество друзей воздушного флота Татарии, которое при поддержке трудящихся закончило оборудование аэростанции, включая опознавательные знаки, бензохранилище, вокзальное здание, подъездные пути и промежуточные посадочные площадки. 26 июня того же года аэростанция «Казань» была открыта в торжественной обстановке при участии председателя СНК АТССР Х. З. Габидуллина. Таким образом, существовавшая и функционирующая воздушная линия общества «Добролёт» по маршруту Москва — Нижний Новгород была продлена до Казани. 30 июня 1924 года из Москвы спустя пять часов пути прибыл первый линейный пассажирский аэроплан с шестью пассажирами, на котором также впервые в Татарии была доставлена воздушная почта. Казанская воздушная гавань считалась и одной из лучших и была отнесена к перворазрядным, так как в перспективе приобретала значение международного аэропорта, лежащего на пути будущих основных воздушных трасс: Западная Европа — Япония, — Индия. Первым начальником аэростанции «Казань» был назначен Бычков, который собственно и ввёл в обиход в Татарии само понятие «аэропорт» в речи при его открытии.

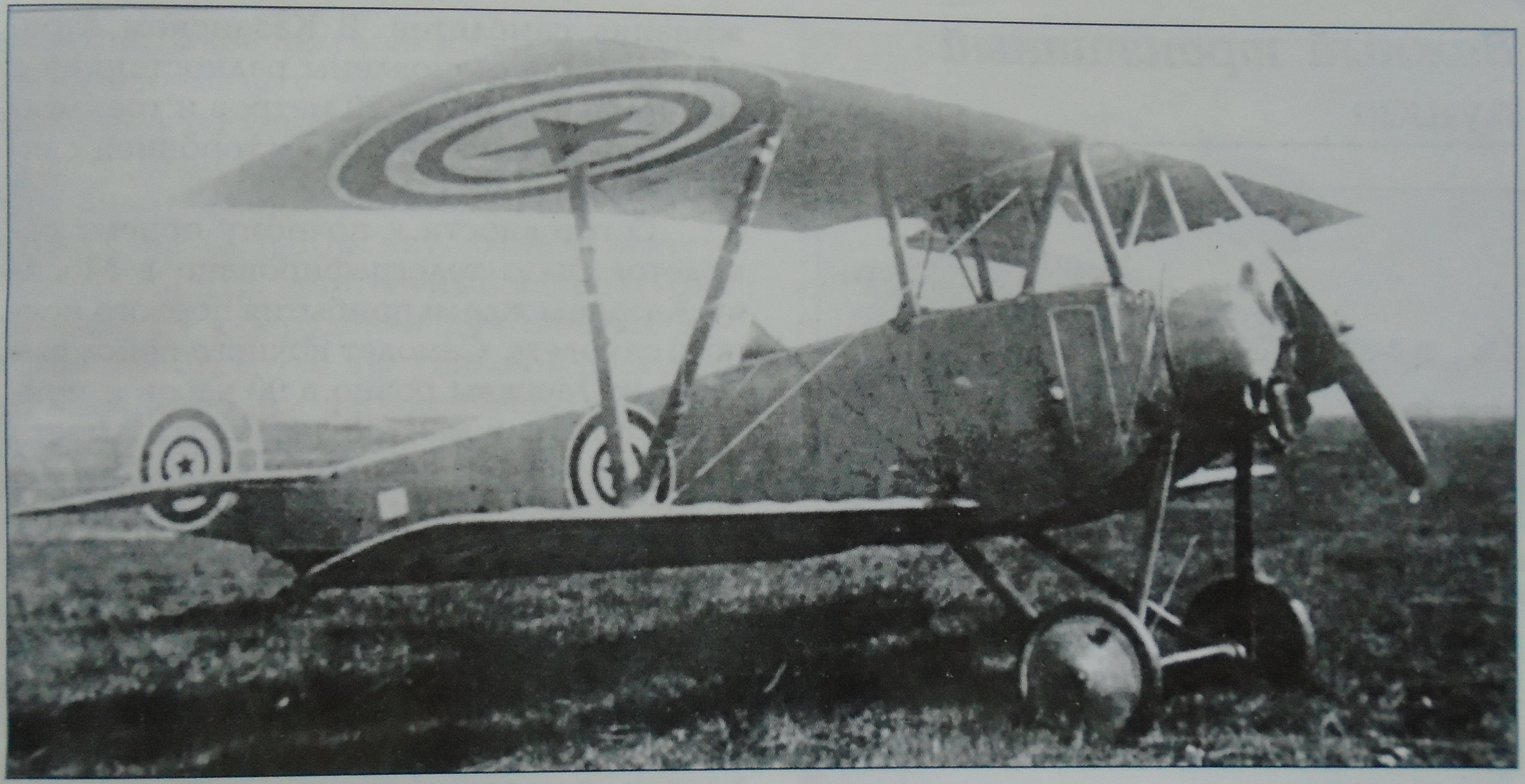
Аэроплан «Nieuport 10» идентичный тому, на котором разбились Бычков и Чигвинцев

Спустя месяц после открытия аэростанции, 20 июля 1924 года в Казани проходили празднования дня друзей воздушного флота с проведением показательных полётов. Бычков не только был организатором этого праздника, но и принимал личное участие в полётах. Под конец дня он принял решение провести авиаэкскурсию для председателя Елабужского кантонного отделения ОДВФ А. М. Чигвинцева, пожертвовавшего крупную денежную сумму в фонд авиафлота. Аэроплан «Nieuport 10» с лётчиком Бычковым и пассажиром Чигвинцевым на борту при пролёте над озером Средний Кабан начал резко снижаться. Пытаясь долететь до посадочного поля на Горках, аэроплан зацепил забор из колючей проволоки и рухнул в овраг на глазах у толпы собравшихся на аэропорте. Бычков и Чигвинцев были вызволены из обломков аэроплана и перенесены в Шамовскую больницу, где вскоре скончались, став жертвами авиакатастрофы. 23 июля оба были похоронены на Братском кладбище Казани. Похороны были запечатлены на киноплёнку, из которой был смонтирован фильм «Похороны красных лётчиков тов. Бычкова и Чигвинцева», ставший одним из первых произведённых в Татарии. На могиле Бычкова был установлен надгробный памятник из пропеллера самолёта. До нашего времени могила не сохранилась, в связи с чем единственная существующая ныне её фотография из коллекции университета Дьюка, сделанная американцем Ф. У. Феттером во время поездки по Татарии, является ценным историческим источником.
30 августа 1924 года постановлением ЦИК и СНК АТССР было принято решение о присвоении аэростанции Казань имени Бычкова за его «большие заслуги в создании воздушного сообщения Казани с Москвой и другими городами». На месте гибели Бычкова был установлен обелиск, а позже организован кружок воздушного спорта его имени. После переноса аэропорта на Арское поле в 1931 году имя Бычкова было забыто.